# Palác Jalta
Palác Jalta (dříve Palác Moderna) je víceúčelový dům v Brně. Nachází se v historickém středu města, kde tvoří severní uliční frontu Dominikánského náměstí a zároveň blok mezi ulicemi Panenskou a Veselou (čp. 656: Dominikánské nám. 2/Panenská 2; čp. 197: Dominikánské nám. 3/Veselá 1). Tato funkcionalistická budova byla postavena v letech 1928–1929 podle návrhu Jaroslava Polívky. Součástí domu, který je chráněn jako kulturní památka České republiky, je rovněž obchodní pasáž.

## Historie
Palác Jalta je dvojdílný pětipatrový funkcionalistický víceúčelový dům, postavený v letech 1928–1929 podle návrhu Jaroslava Polívky. V jeho dvou suterénech se původně nacházelo kino Bio Moderna, jehož provoz byl zahájen 27. září 1929, a restaurace. V přízemí byla obchodní pasáž, v prvních dvou patrech kanceláře a obchodní prostory, ve třech nejvyšších patrech (páté je odstupněné s terasou) obytné prostory. Od konce roku 1929 byla budova v majetku sdružení YWCA, které původně chtělo ve vyšších podlažích provozovat ubytovnu pro ženy a dívky. Od roku 1934 vlastnil budovu stát.
Po roce 1989 přešla pasáž do soukromého vlastnictví a často střídala provozovatele, v roce 2006 ji v kontroverzním obchodě získalo město Brno výměnou za jiné nemovitosti a tehdy vládnoucí ODS plánovala do budovy přestěhovat úředníky magistrátu. Později však vyšlo najevo, že oprava zchátralého domu bude stát několikanásobek kupní ceny a tak ji až do roku 2016 město nechalo prázdnou a uzavřenou, čímž nadále chátrala.
V roce 2016 odkoupila budovu od města za 101 milionů korun brněnská společnost Premiere properties. Po rozsáhlé rekonstrukci byl objekt otevřen v červnu 2019. Nový vlastník domu, brněnský podnikatel Richard Saliba, do rekonstrukce investoval přes 120 milionů korun. Veškeré úpravy majitel konzultoval s památkáři. Od začátku roku 2019 byly všechny prostory pronajaté, přičemž nájemníci měli možnost do určité míry ovlivnit své prostory. Sídlí zde rakouský a marocký honorární konzulát, pobočka ČTK, advokátní kanceláře, architektonická kancelář či americká střední škola.